# 重訂解体新書
『重訂解体新書』（ちょうていかいたいしんしょ または じゅうていかいたいしんしょ）は、杉田玄白らが出した解剖学書『解体新書』を大槻玄沢が訳し直した書。寛政10年（1798年）の作。刊行は文政9年（1826年）。文章13冊と図版1冊よりなる。

## 経緯
オランダ語の解剖学書『ターヘル・アナトミア』からの邦訳書である『解体新書』は、日本の医学史上画期的な本であった。だが、初めての西洋語からの翻訳という性質上、誤訳も多かった。
その後蘭学が発展し、蘭語（オランダ語）研究が進んだこともあって、杉田玄白は高弟の大槻玄沢に『解体新書』を訳し直すように命じる。
実際には、大槻玄沢を中心とする多数の蘭学者が関わったのであろう。『重訂解体新書』図版の表紙には「天真楼翻刻」「芝蘭堂再鐫」とある。「翻刻」も「再鐫（さいせん）」も「ふたたび彫る」という意味であり、天真楼、芝蘭堂はそれぞれ杉田玄白、大槻玄沢が開いた蘭学塾である。玄白の流れを汲む二大塾が協力して作業したことがわかる。
寛政10年（1798年）にいちおうの稿は出来たが、刊行は大幅に遅れ、文政9年（1826年）となった。「付録」などの部分はその間に執筆されている。刊行時、杉田玄白は既に亡く、大槻玄沢はその翌年没している。

## 内容
『重訂解体新書』は文章13冊と銅版画による図版1冊よりなる。
- （1）序、旧序、附言、凡例
- （2）～（5）巻の一～巻の四。旧版『解体新書』の本文に対応する。
- （6）～（11）巻の五～巻の十。名義解。用語を解説したもの。『ターヘル・アナトミア』の注釈の一部や、他の西洋解剖書からの注釈もまとめられている。
- （12）巻の十一。付録（上）。和漢の学説を大槻玄沢がまとめたもの。
- （13）巻の十二。付録（下）。大槻玄沢による解剖学雑録。

総じて旧『解体新書』より字がきれいである。
図版は京都の中伊三郎による銅版画。木版で刷られた旧『解体新書』と比べてはるかに鮮明になっている。なお、『解体新書』の図版表紙は、『ワルエルダ解剖書』の扉絵をもとに描かれたものだったが、『重訂解体新書』の図版扉絵は『ターヘル・アナトミア』の扉絵をもとに描かれている。